# Bürgergeld-Gesetz
Das Bürgergeld-Gesetz, Langtitel Zwölftes Gesetz zur Änderung des Zweiten Buches Sozialgesetzbuch und anderer Gesetze – Einführung eines Bürgergeldes (Bürgergeld-Gesetz), vom 16. Dezember 2022 ist ein deutsches Artikelgesetz, mit dem insbesondere das Zweite Buch Sozialgesetzbuch (SGB II) geändert und die sogenannten Hartz-IV-Regelungen abgelöst wurden.
Mit Wirkung zum 1. Januar 2023 wurde die im SGB II geregelte Grundsicherung für Arbeitsuchende (Arbeitslosengeld II – umgangssprachlich Hartz IV – und Sozialgeld) in „Bürgergeld“ umbenannt. Bis zum 30. Juni 2023 konnten von den Behörden noch die bisherigen Begriffe verwendet werden (§ 65 Abs. 9 SGB II).
Unabhängig vom Bürgergeld besteht weiterhin die Grundsicherung im Alter und bei Erwerbsminderung für diejenigen Personen, denen (wegen hohem Alter oder schwerer Krankheit / Behinderung) keine Vermittlung in den Arbeitsmarkt mehr zumutbar ist.

## Vorgeschichte

### Vorstellungen von Parteien
Entwickelt wurde das Konzept des „Bürgergelds“ von der SPD im Frühsommer 2018 und im November 2018 machte es die damalige Parteivorsitzende Andrea Nahles der Öffentlichkeit in einem Gastbeitrag für die Frankfurter Allgemeine Zeitung bekannt. Im Februar 2019 beschloss der SPD-Parteivorstand dann ein Diskussionspapier, dem zufolge sich die Partei für die Abschaffung des 2005 durch die rot-grüne Koalition eingeführten Arbeitslosengelds II („Hartz IV“) einsetzen und es durch eine neue Sozialleistung ersetzen wolle, die die Bezeichnung „Bürgergeld“ tragen solle. Der wesentliche Unterschied zum Arbeitslosengeld II besteht darin, dass das von der SPD vorgeschlagene Bürgergeld erst nach einer deutlich verlängerten Berechtigung auf Arbeitslosengeld I eingreift und eine zweijährige Schonfrist für die Anrechnung von Vermögen und die Wohnraumüberprüfung vorsieht. Der Koblenzer Sozialwissenschaftler Stefan Sell kritisierte die Pläne der SPD: Das Problem werde nur „semantisch neu etikettiert“.
Die FDP vertritt seit den 1980er-Jahren das Konzept eines liberalen Bürgergeldes. Hierbei soll es einen erhöhten individuellen Einkommensanreiz geben, indem zusätzliches Einkommen geringer angerechnet wird als bei bestehenden sozialen Sicherungssystemen und höhere Freibeträge gewährt werden sollen. Bei unbegründeter Ablehnung von Arbeit oder sozialem Engagement soll das Bürgergeld gekürzt werden können.
Das sogenannte Solidarische Bürgergeld war ein von Thüringens damaligem Ministerpräsidenten Dieter Althaus (CDU) vertretenes Konzept zur Einführung eines partiellen bedingungslosen Grundeinkommens, einer Reform der Einkommensteuer, der Umgestaltung der Finanzierung der Sozialversicherung sowie der Zusammenführung der meisten Transferleistungen. Das Solidarische Bürgergeld wurde 2006 in der ersten Version präsentiert. 2007 wurde eine Kommission „solidarisches Bürgergeld“ gegründet, die das Konzept weiterentwickelte; die zweite Version wurde am 1. November 2010 vorgestellt. Zu einer Einführung des christdemokratischen Vorschlags kam es nicht.

### Vorgeschlagene Reformen von Wirtschaftsinstituten
Das Ifo Institut für Wirtschaftsforschung definierte drei Bereiche für eine mögliche Gesetzesänderung gegenüber Hartz IV:

„1. Das Zusammenlegen der Leistungen Arbeitslosengeld II mit dem Wohngeld und dem Kinderzuschlag.“

Die Bundesregierung plant, das neue Bürgergeld, Wohngeld und „gegebenenfalls weitere steuerfinanzierte Sozialleistungen“ aufeinander abzustimmen und zusammenzufassen.

„2. Die Verbesserung der Hinzuverdienstmöglichkeiten, indem die effektive Grenzbelastung beim Transferentzug verringert wird, sowie gleichzeitig ein Abbau der Bevorzugung von Kleinstberufen für Personen, die uneingeschränkt dem Arbeitsmarkt zur Verfügung stehen.“

Das Institut für Wirtschaftsforschung empfiehlt, Kinderlosen bis zu einem Zuverdienst von 320 Euro ihr Einkommen zu 100 Prozent auf die Leistungen anzurechnen, darüber hinaus allerdings nur noch zu 60 Prozent.

„3. Die Vereinfachung der Anspruchsprüfung und der Voraussetzungen.“

### Koalitionsvertrag 2021 und Gesetzgebungsverfahren
Der Koalitionsvertrag für die 20. Legislaturperiode „Mehr Fortschritt wagen. Bündnis für Freiheit, Gerechtigkeit und Nachhaltigkeit“ sah vor, anstelle der bisherigen Grundsicherung („Hartz IV“) ein Bürgergeld einzuführen. Auch Hubertus Heil (SPD), Sozialminister im Kabinett Scholz, spricht sich trotz Widerständen beim Koalitionspartner FDP hierfür aus.
Am 10. Oktober 2022 brachte die Bundesregierung den Entwurf eines Zwölften Gesetzes zur Änderung des Zweiten Buches Sozialgesetzbuch und anderer Gesetze – Einführung eines Bürgergeldes (Bürgergeld-Gesetz) beim Bundestag ein (BT-Drs. 20/3873). Am 10. November 2022 stimmte der Bundestag in namentlicher Abstimmung dem Gesetzentwurf in einer vom Ausschuss für Arbeit und Soziales geänderten Fassung mit 385 Ja-Stimmen bei 261 Nein-Stimmen und 33 Enthaltungen zu (Plenarprotokoll 20/66, S. 7496, BR-Drs.574/22). Der Bundesrat versagte dem Gesetz am 14. November 2022 die Zustimmung (BR-Drs.574/22, Beschluss). Am 22. November 2022 einigte sich die Regierung mit der Union auf einen Kompromiss. Hierfür senkte sie unter anderem die geplanten Schonvermögen und verschärfte die Sanktionsmöglichkeiten (BT-Drs.20/4600). Am 25. November 2022 stimmten Bundestag und Bundesrat dem geänderten Gesetzentwurf zu (BR-Drs.610/22 u. 610/22 Beschluss). Am 20. Dezember 2022 wurde das Gesetz im Bundesgesetzblatt verkündet.

## Änderungen gegenüber dem Arbeitslosengeld II
Gegenüber dem Arbeitslosengeld II gibt es folgende Änderungen:
- Der Regelbedarf für alleinstehende Erwachsene betrug zunächst monatlich 502 Euro (von bisher 449 Euro) und wird nach § 28a SGB XII n.F. fortgeschrieben.
- Bei Versäumnissen stufenweise Sanktionen bis zu 30 % des Regelbedarfs, wie schon zuvor beim ALG II seit 2019 (vor 2019 waren bei Hartz IV stufenweise härtere Sanktionen bis zu 100 % möglich; das Bundesverfassungsgericht hatte diese 2019 untersagt.).[22][23][24]

- Schonvermögen 15.000 Euro für jede Person; während der Karenzzeit von einem Jahr ab erstmaliger Antragstellung gilt ein höheres Schonvermögen: 40.000 Euro für die erste und 15.000 Euro für jede weitere Person (§ 12 SGB II).[25][26]
- Schonfrist von einem Jahr bei einer zu großen Unterkunft.
- Erbschaften werden nach dem Eingang bis zur Freigrenze des Schonvermögens angerechnet und nicht mehr wie bisher als Einnahmen. (Seit 1. Juli 2023).
- Wegfall des Vermittlungsvorrangs: Aus- oder Weiterbildung können einer Arbeitsstellenannahme vorgezogen werden.
- Höhere Freibeträge und Hinzuverdienstmöglichkeiten bei eigenem Einkommen. Anrechnungsfrei können weiterhin nur 100 Euro verdient werden (außer durch Schüler, Studierende und Auszubildende). Von 100 bis 520 Euro (Minijob-Grenze) sind 20 Prozent anrechnungsfrei. Künftig können 30 statt 20 Prozent der Einkünfte behalten werden, die oberhalb der Minijob-Grenze liegen. Schüler, Studierende und Auszubildende können bis zur Minijob-Grenze anrechnungsfrei hinzuverdienen, statt wie bisher nur 100 Euro. Diese Änderung trat am 1. Juli 2023 in Kraft.[27]
- Einkommen aus Ferienjobs bleibt unabhängig von seiner Höhe anrechnungsfrei (seit 1. Juli 2023).[28]

Zudem wurden folgende neue, auf die berufliche Weiterbildung bezogene Förderungen eingeführt (seit 1. Juli 2023):
- Das Weiterbildungsgeld (150 Euro monatlich) für die Teilnahme an abschlussbezogenen Weiterbildungsmaßnahmen wie etwa einer Berufsausbildung oder einer Umschulung.
- Der Bürgergeld-Bonus, zu April 2024 wieder abgeschafft[29], (75 Euro monatlich) für die Teilnahme an nicht-abschlussbezogenen Weiterbildungen von mindestens acht Wochen Länge.

Folgende Regelungen waren in der ursprünglichen Version enthalten, bevor diese durch den Kompromiss mit der CDU/CSU geändert wurden:
- Im ersten halben Jahr Sanktionen nur bei hartnäckigen Terminversäumnissen.
- In den ersten zwei Jahren höheres Schonvermögen von 60.000 Euro für die erste und 30.000 Euro für jede weitere Person.
- Längere Schonfrist von zwei Jahren bei einer zu großen Unterkunft.

Die Anrechnung von Einkommen und Vermögen regeln §§ 11-12 SGB II und die Bürgergeld-Verordnung.
Mit Inkrafttreten des Haushaltsfinanzierungsgesetzes am 28. März 2024 gilt eine weitere Sanktionsregelung: Jobcenter können nun Betroffenen das Bürgergeld für maximal zwei Monate komplett streichen, wenn sie die Aufnahme einer zumutbaren Arbeit beharrlich verweigern.

## Statistik und Finanzielles
Der Regelbedarf beträgt seit 2024 563 Euro für eine alleinstehende Person, für volljährige Partner innerhalb einer Bedarfsgemeinschaft 506 Euro.
Im April 2023 waren 5,51 Millionen Menschen regelleistungsberechtigt. Davon waren 3,94 Millionen erwerbsfähig, wovon aber nur 1,68 Millionen nach der SGB-II-Definition als arbeitslos galten. Die übrigen Erwerbsfähigen, die nicht als arbeitslos gelten, gehen teilweise einer Arbeit nach, deren Lohn nicht ausreicht, um den Lebensunterhalt zu bestreiten (u. a. Aufstocker). Andere befinden sich in arbeitsmarktpolitischen Maßnahmen beziehungsweise in Ausbildung, Erziehung oder Pflege.
Finanziert wird das Bürgergeld – wie auch schon Hartz IV – aus dem Bundeshaushalt und nicht aus der Arbeitslosenversicherung, welche nur das Arbeitslosengeld I abdeckt. Nach aktuellsten Schätzungen (Stand November 2023) belaufen sich die Gesamtkosten für das Jahr 2023 auf 25,9 Milliarden Euro. Im Jahr zuvor wurden die Kosten des Arbeitslosengeld II mit 21,09 Milliarden Euro beziffert. Die Steigerung im Vergleich zum Vorjahr wird zum einen mit den geänderten gesetzlichen Regeln, aber auch mit der wirtschaftlichen Entwicklung, der Preissteigerung und der Versorgung ukrainischer Geflüchteter begründet.
Die Zugänge aus Beschäftigung am ersten Arbeitsmarkt in die SGB-II-Grundsicherung lagen im ersten Jahr nach der Einführung des Bürgergeld-Gesetzes niedriger als noch die Jahre davor. Eine vermehrte absichtliche Inanspruchnahme beziehungsweise „Flucht aus Beschäftigung“ konnte nicht beobachtet werden.
Eine im Januar 2024 vom Allensbach-Institut veröffentlichte Umfrage ergab, dass drei Viertel der Deutschen der Ansicht waren, das Bürgergeld in seiner derzeitigen Höhe halte viele Empfänger davon ab, sich eine reguläre Arbeit zu suchen. Seit der Einführung des Bürgergelds nahmen weniger Menschen aus der Grundsicherung einen neuen Job auf. Einer im Mai 2024 veröffentlichten Studie des Instituts für Arbeitsmarkt- und Berufsforschung (IAB) zufolge sank diese Zahl um 5,7 Prozent. Konkret handelt es sich dabei um 30.000 nicht angetretene Jobs. Allerdings war in diesem Zeitraum die Dynamik auf dem Arbeitsmarkt bereits durch einen Wirtschaftsabschwung reduziert, führte einer der Studienautoren aus. Joachim Wolff vom IAB erklärte zudem, dass schärfere Sanktionsregelungen, die mit dem Bürgergeld zunächst abgeschafft, aber später wieder eingeführt wurden, zwar kurzfristig einen positiven Effekt auf die Übergänge in Beschäftigung haben, aber langfristig sogar zu einer höheren Arbeitslosigkeit führen. Menschen, denen scharfe Sanktionen angedroht werden, geraten eher in instabile Jobs ohne Perspektive auf eine nachhaltige Integration in den Arbeitsmarkt.

## Kritik und Bewertung durch die Öffentlichkeit

### Nichtregierungsorganisationen
Eine großzügigere Vermögensanrechnung, höhere Zusatzverdienstmöglichkeiten und höhere Regelsätze werden einerseits als gerechte Korrekturen am bestehenden Hartz-IV-System angesehen, andererseits wird insbesondere die Erhöhung der Regelsätze als zu gering kritisiert angesichts der allgemeinen Preissteigerung, die im September 2022 beispielsweise über 8 Prozent im Vergleich zum Vorjahresmonat betrug und weiter ansteigen konnte. Das Deutsche Kinderhilfswerk kritisiert die nach wie vor unzureichende finanzielle Unterstützung für Kinder. Auch die neuen Regelungen würden Kinderarmut nicht wirkungsvoll bekämpfen.
Andere Stimmen sahen die Änderungen als Gefahr für die Verringerung der Langzeitarbeitslosigkeit oder als zu hohe zusätzliche Belastung der Sozialstaatsausgaben. Als Alternative wird eine Verbesserung der Rahmenbedingungen gefordert, etwa durch Weiterbildung und Kinderbetreuung.
Was die Mitwirkungspflichten der Leistungsempfänger betrifft, so halten Christian Merkl und Ulrich Walwei diese weiterhin für ein wichtiges Element bei der Aktivierung von Beschäftigten. Die Sozialaktivistin Helena Steinhaus und der Soziallobbyist Ulrich Schneider sowie der Ökonom Marcel Fratzscher bewerten den Fortbestand der Sanktionen dagegen kritisch. Der von Steinhaus gegründete Verein Sanktionsfrei legte eine in einem Zeitraum von drei Jahren durchgeführte Studie vor, laut der Sanktionen keinen motivierenden Effekt auf die Mitwirkung haben und auch nicht dabei helfen, Menschen nachhaltig in Arbeit zu bringen, stattdessen demotivierend und einschüchternd wirken und in vielen Fällen die gesundheitliche Situation verschlechtern. Erfolgversprechender sei es, niemanden zu bestrafen, wenn er ein Arbeitsangebot ablehnt oder nicht zu Terminen erscheint, sondern ihn stattdessen richtig zu fördern.

### Opposition im Deutschen Bundestag
Die Oppositionsfraktionen von CDU/CSU und AfD lehnen das Bürgergeld-Konzept der Ampelkoalition ab. Als Begründung wird unter anderem vorgebracht, dass sich Arbeit nicht mehr lohnen könnte. Ein Bürgergeld setze „falsche Anreize für den Arbeitsmarkt“. Teile der CDU/CSU legten dabei Rechenbeispiele vor, nach denen ein Erwerbstätiger mit Mindestlohn weniger verdiene als ein Bürgergeld-Empfänger. Diese Rechenbeispiele wurden bei tagesschau.de allerdings als irreführend bewertet, da die Berechnungen zu stark vereinfacht seien. Ebenfalls kritisiert die Union die Änderungen beim Schonvermögen und den Schonfristen. Der Fraktionsvorsitzende der Union, Friedrich Merz, schlug stattdessen vor, nur die Erhöhung der Regelsätze zu beschließen, ohne weitere Änderungen am Regelwerk. René Springer, der sozialpolitische Sprecher der AfD-Fraktion, bezeichnete das Bürgergeld gegenüber der rechten Wochenzeitung Junge Freiheit als „eine riesengroße soziale Hängematte“. Auch Sahra Wagenknecht (BSW) wendet sich gegen einen aus ihrer Sicht weitverbreiteten „Missbrauch“ der Sozialleistung Bürgergeld durch Menschen, die eigentlich nicht darauf angewiesen sind. Es lasse sich „nicht leugnen, dass sich ein Modell «Bürgergeld plus Schwarzarbeit» verbreitet“ und „wer es so macht, steht am Ende eher besser da als viele, die Vollzeit arbeiten“.

### Bundesrechnungshof
Der Bundesrechnungshof (BRH) kritisiert die hohen Vermögensfreigrenzen im geplanten Bürgergeld und die zusätzlichen Kosten – im Jahr 2023 geschätzt 5 Milliarden Euro – für die Steuerzahler, und warnt, massive Fehlanreize könnten zu Missbrauch führen.

### Wissenschaftlicher Beirat
Grundsätzlich soll sich Arbeit lohnen und netto mehr einbringen als Sozialleistungen. Dies sei in der Praxis jedoch teilweise nicht gegeben. Der wissenschaftliche Beirat der Bundesregierung sieht folgende Konstruktionsfehler, die einer Reform bedürften:
- Die sich überschneidende Parallelität der Grundsicherungssysteme Bürgergeld, Wohngeld und Kindergrundsicherung sorge für hohe Bürokratie und Intransparenz. Unterschiedliche Zuständigkeiten und Rechtskreise für die jeweiligen Förderinstrumente erschwerten die Beantragung der Leistungen sowie die Abstimmung der Systeme, denn Bürgergeld [Bundesministerium für Arbeit und Soziales], Wohngeld [Bundesministerium für Wohnen, Stadtentwicklung und Bauwesen] und Kindergrundsicherung [Bundesministerium für Familie, Senioren, Frauen und Jugend] sind jeweils bei anderen Bundesministerien angesiedelt.
- Es gebe eine regional unterschiedlich hohe Absicherung vergleichbarer Bedarfsgemeinschaften und daraus resultierend auch regional starke Unterschiede beim Anreiz Arbeit aufzunehmen.
- Die Zuverdienstgrenzen und das Nettoeinkommen seien intransparent geregelt und für die Betroffenen kaum kalkulierbar, so dass der Nutzen einer Arbeitsaufnahme für viele nicht erkennbar sei.
- Die Transferentzugsraten seien zum Teil zu hoch. Es gebe Lohnintervalle, in denen sich Mehrarbeit kaum lohnt oder sogar zu Nettoeinbußen führen kann. Eine besondere Rolle spielen dabei regional unterschiedlich hohe Wohnkosten: „Je höher die Miete, desto höher die Abschmelzrate.“ erklärte Ronnie Schöb. Auch der Kinderzuschlag wird bei steigendem Einkommen abgeschmolzen.

## Pläne zur Einführung einer Arbeitspflicht
Im Dezember 2024 beschloss der Stadtrat von Schwerin die Einführung einer Arbeitsverpflichtung für erwerbsfähige Empfänger von Bürgergeld zur Verrichtung von gemeinnütziger Arbeit. CDU-Generalsekretär Carsten Linnemann möchte eine Arbeitspflicht für Leistungsbezieher in ganz Deutschland einführen. Programme dieser Art wurden bereits als Bürgerarbeit nach dem Workfare-Konzept diskutiert.